# Glencoe (Escòcia)

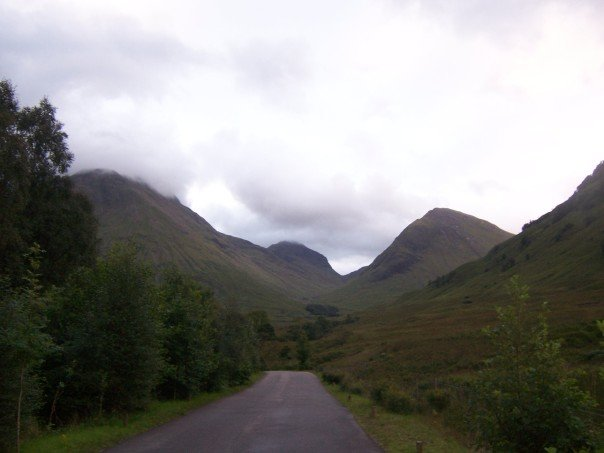
Vista de Glencoe

Glencoe o Glencoe Village (en gaèlic: Gleanna Comhann) és el principal assentament de Glen Coe, Lochaber, als Highlands escocesos. Es troba a l'extrem nord-occidental de la vall, al costat de la riba esquerra del riu Coe en el lloc en el qual desemboca al Loch Leven (un braç del Loch Linnhe).
El nom Glencoe Village és recent (ha aparegut als senyals de tràfic en els últims 20 anys), no obstant això, l'assentament és bastant antic i es troba prop del lloc en el qual, per ordre del rei Guillem III els Campbell van massacrar 38 membres dels McDonall (1692). La població es troba en una zona del glen anomenada Carnoch.
A Glencoe Village hi ha una petita botiga, església, museu històric, oficina de correus i el centre de rescat de muntanya de Glen Coe, diverses cases d'hostes i una escola primària. Hi ha un petit hospital sense servei d'urgències (el de Fort William és el més proper) que es troba al final del poble, sobre un pont de pedra.
Hi ha diversos establiments de hostaleria, com el restaurant Carnoch i Clachaig Inn. També al poble, però al costat de la carretera A82, es troba el 'Centre de Visitants de Glencoe', gestionat pel National Trust for Scotland. Aquest modern centre (construït l'any 2002) disposa de cafeteria, botiga i oficina d'informació.
La localitat es troba al comtat d'Argyll, a la part d'Argyll que en l'actualitat pertany a la regió de les Terres Altes (Highlands).
La població està envoltada per un paisatge espectacular i és del gust de muntanyencs i escaladors. Ha aparegut en nombroses pel·lícules, entre les quals destaquen Harry Potter i el Presoner de Azkabán, com el lloc on viu Hagrid.
En la biografia fictícia de James Bond, que Ian Fleming va incloure en Només es viu dues vegades, s'esmenta que "era fill d'un escocès, Andrew Bond de Glencoe".